# Elisabeta de Polonia
Elisabeta de Polonia sau Elisabeta de Polonia Mare (în poloneză Elżbieta Mieszkówna; n.  ? – d. 2 aprilie 1209), aparținând dinastiei Piast, a devenit succesiv, prin cele două căsătorii ale sale, ducesă de Boemia și marchiză de Luzacia.

## Biografie
Elisabeta a fost fiica ducelui Mieszko al III-lea al Poloniei Mari și a primei sale soții, Elisabeta, fiica regelui Béla al II-lea al Ungariei.
Data exactă a nașterii Elisabetei nu este cunoscută. Sursele medievale nu indică dacă prințesa maghiară, Elisabeta, a fost mama ei. Se crede că aceasta a fost mama ei doar pentru că ele aveau același nume. Istoricii susțin date diferite ale nașterii ei (în jurul anului 1152 sau 1154).

### Ducesă de Boemia
În jurul anului 1173 Elisabeta s-a căsătorit cu ducele Sobeslav al II-lea al Boemiei. Această unire a fost una dintre multiplele aranjamente dinastice făcute de ducele Mieszko al III-lea. Ca urmare a acestei legături familiale, în 1176 trupele poloneze i-au dat ajutor ducelui Sobeslav al II-lea în lupta împotriva Casei de Babenberg, care cârmuia Ducatul Austriei. În 1178 ducele Frederic al Boemiei (văr al lui Sobeslav al II-lea) a asediat Praga. Elisabeta, care se afla acolo, a fost capturată de Frederic fiind însă curând eliberată. La 27 ianuarie 1179 Sobeslav al II-lea a fost învins în luptă lângă Praga și s-a refugiat în Castelul Skála. După un lung asediu, la sfârșitul anului 1179, Frederic a învins definitiv și a devenit noul conducător al Boemiei. Elisabeta și soțul ei au plecat în exil în Ungaria, unde Sobeslav al II-lea a murit la 29 ianuarie 1180. 

### Marchiză de Luzacia
Elisabeta nu s-a mai întors niciodată în Polonia. La scurt timp după ce Sobeslav a murit, s-a căsătorit cu margraful Conrad al II-lea, cel de-al cincilea fiu al margrafului Dedi al V-lea de Luzacia.
La 16 august 1190 margraful Dedi al V-lea a murit și posesiunile sale au fost împărțite între fiii săi supraviețuitori: cel mai mare dintre ei, Dietrich, a moștenit Sommerschenburg și Groitzsch (ca moștenitor mai mare al mamei sale), iar Conrad, a primit Margrafiatul de Luzacia (principala posesiune a tatălui său) și comitatul Eilenburg. Astfel, prin căsătorie Elisabeta era marchiză de Luzacia și contesă de Eilenburg.

### Sfârșitul vieții
La începutul anului 1209 Conrad al II-lea a învins armata fratelui vitreg al Elisabetei, Vladislav al III-lea, în bătălia de la Lubusz. Se presupune că acest eveniment ar fi contribuit la moartea Elisabetei în aprilie 1209.  Conrad al II-lea a murit un an mai târziu, pe 6 mai 1210. Elisabeta de Polonia este înmormântată în Abația Dobrilugk.

## Căsătorii și descendenți
În jurul anului 1173 Elisabeta s-a căsătorit cu ducele Sobeslav al II-lea al Boemiei. Din această căsătorie nu au rezultat copii.
În anii 1180 (dar după 1181) Elisabeta s-a căsătorit cu margraful Conrad al II-lea, cel de-al cincilea fiu al margrafului Dedi al V-lea de Luzacia. Cuplul a avut trei copii:
- Conrad, a murit în copilărie;
- Matilda, căsătorită cu margraful Albert al II-lea de Brandenburg, a avut numeroși copii;
- Agnes, căsătorită cu Henric al V-lea, conte palatin al Rinului.[9]